# Жуковский, Людвик Иванович
Людвик Иванович Жуковский (17 августа 1923 село Княжики, Ружинский район, Житомирская область—14 февраля 1997 Днепропетровск, Украина) — участник Великой Отечественной войны, полный кавалер ордена Славы.

## Биография
Родился 17 августа 1923 в селе Княжики (Житомирская область, Украина) в крестьянской семье. После окончания 10 классов школы работал в колхозе. До 1944 находился на оккупированной немцами территории.
С января 1944 в Красной Армии. В боях Великой Отечественной войны принимал участие с февраля 1944.
Отличился в боях во время форсирования Днепра и был награждён медалью «За отвагу».
Во время Львовско-Сандомирской (21 июля—31 июля 1944) уничтожил два станковых пулемёта и около 20 солдат врага. 15 августа 1944 награждён орденом Славы 3-й степени.
17 сентября 1944 во время боёв возле Лобозева (Польша) захватил немецкую 37-миллиметровую пушку и открыл из неё огонь, уничтожил около 15 немецких солдат. 3 ноября 1944 награждён орденом Славы 2-й степени.
20 апреля 1945 во время форсирования Одера, корректируя огонь миномётов, уничтожил 3 пулемёта противника и около одного взвода пехоты противника. В другом бое, за город Шургерсдорф (возле Рацибужа), корректируя миномётный огонь, уничтожил 2 пулемёта и пехоту противника. 15 мая 1946 награждён орденом Славы 1-й степени.
Демобилизован в 1947. В 1949 был принят в ВКП (б). Работал бухгалтером. Окончил Хабаровский институт народного хозяйства в 1977. Жил в Магадане. В 1993 переехал в Днепропетровск. Умер там же в 1997.

## Награды
Людвик Иванович Жуковский был награждён следующими наградами:
- Орден Славы I степени (№ 1565; 15 мая 1946);
- Орден Славы II степени (№ 1514; 3 ноября 1944);
- Орден Славы III степени (№ 461992; 15 августа 1944);
- Орден Отечественной войны I степени (11 марта 1985);
- Медаль «За отвагу» (3 июля 1944);
- так же награждён рядом других советских медалей и знаков.